# Песня о звёздах
Мне этот бой не забыть нипочём:

Смертью пропитан воздух!

А с небосвода бесшумным дождём —

Падали звёзды.

Вон снова упала, и я загадал:

«Выйти живым из боя».

Так свою жизнь я поспешно связал —

С глупой звездою…
«Песня о звёздах» — песня Владимира Высоцкого, которая поётся от лица советского солдата, погибшего в Великой Отечественной войне. Создана в начале 1964 года.

## Описание
Владимир Высоцкий написал эту песню и исполняет её от первого лица. В ней рассказывается, как лирический герой песни погиб в бою на войне. Во время очередного жестокого сражения («смертью пропитан воздух»), видимо ночью, на небе происходил метеорный поток. Высоцкий поэтически описывает это явление так: «с небосклона бесшумным дождём — падали звёзды». Обратив внимание на этот звездопад, лирический герой по традиции загадывает желание — «выйти живым из боя». Но оно не сбывается: герой погибает. Он признаётся, что если бы выжил и получил награду за военные подвиги («звезду»), то отдал бы её сыну — «просто, на память». А так — «в небе висит, пропадает звезда: некуда падать…».

## Наиболее известные записи
Песня была написана для кинофильма «Я родом из детства» (1965-66). В этом фильме Высоцкий поёт большую часть строф этой песни, прерывая её исполнение разговором.
Одно из ранних исполнений песни состоялось 18 января 1967 года, на концерте в клубе авторской песни «Восток», в Ленинграде.
Высоцкий также записал эту песню в домашней студии у звукорежиссёра Константина Мустафиди.
16 апреля 1980 г., в малом зале Большого драматического театра Ленинграда, В.Высоцкий исполнил 2 строфы этой песни, включив их в небольшое попурри своих «военных» песен. Была сделана цветная видеозапись этого выступления — последняя в жизни поэта. На основе этой записи был снят документальный фильм «Высоцкий. Песни-монологи» (режиссёр Владислав Виноградов). Частично эта видеосъёмка была использована режиссёром в передаче «Я возвращаю ваш портрет».

## Издания
- Текст песни был впервые напечатан при жизни поэта, в сборнике «Песни русских бардов» парижского издательства «YMCA-Press» (1977)[3][4].
- Песня вошла в состав пластинки «Неизданные песни русских бардов. The unpublished songs of russian bards», вышедшую в 1975 году в Израиле[2].
- Песня была включена в состав следующих посмертных пластинок Высоцкого:
  - Двойной альбом военных песен «Сыновья уходят в бой» (1986);
  - «Сентиментальный боксёр» (I диск серии «На концертах В. Высоцкого»; октябрь 1987);
  - «Москва-Одесса» (3-й диск серии «На концертах В. Высоцкого»; октябрь 1987).

## Другие исполнители
- Группа «Любэ» (солист Николай Расторгуев)

## Восприятие
Филологи Андрей Скобелев и Сергей Шаулов в своей книге «Владимир Высоцкий: Мир и слово» отмечали, что Высоцкий в своих песнях неоднократно высказывался от имени мёртвого героя (помимо «Песни о звёздах» это также «Чёрные бушлаты», «Тот, который не стрелял» и пр). По их мнению, строки Высоцкого в данном произведении наполнены символизмом и эмблематичностью: «Высоцкий итожит „воспоминание“ мёртвого (!), отсутствующего в мире человека (потому и „некуда
падать“), сразу переводя всё содержание текста в разряд имажинации, вызванной в сознании, по-видимому, видом этой последней звезды, единственно и
действительно видимой в этом стихотворении. Иначе говоря, всё остальное, — звездопад во время боя, „шальная звезда“, угодившая вместо погона „прямо под
сердце“, так же как и звезда Героя, не доставшаяся сыну, — всё в этой последней эмблеме предстаёт как свёрнутый уже и остановленный
идеальный исторический смысл. Эта „беспризорная звезда“ — словно ответ вселенной „горящему сердцу“».